# Hypaeus ignicomus
Hypaeus ignicomus là một loài nhện trong họ Salticidae.
Loài này thuộc chi Hypaeus. Hypaeus ignicomus được Eugène Simon miêu tả năm 1900.